# 巴比耶湖 (舒米哈區)
55°09′01″N 63°37′54″E / 55.1504°N 63.6317°E
巴比耶湖（俄语：Бабье），是俄羅斯的湖泊，位於該國西南部，由庫爾干州負責管轄，處於舒米哈區，長2.4公里、寬1.7公里，該湖泊有鯽魚、鯉魚、江鱈等魚類棲息。